# 加里 (斯维尔德洛夫斯克州)
加里（羅馬化：Gari）是俄罗斯斯维尔德洛夫斯克州的市级镇，为该州加里区行政中心及规模最大聚居地。地处斯维尔德洛夫斯克州中北部，位于鄂毕河流域塔夫达河一支流索西瓦河畔，在州府叶卡捷琳堡东北方。
该地2022年人口有2,013人；2010年人口2,472；2002年人口3,186；1989年人口3,398。